# El Capitan (meteoryt)
El Capitan (inna nazwa:Capitan Range) – meteoryt żelazny, klasyfikowany jako III AB, znaleziony w 1893 roku w stanie Nowy Meksyk w USA. Z miejsca znalezienia udało się pozyskać 27,5 kg materii meteorytowej.